# Elements Pt. 1 & 2
Elements Pt. 1 & 2 es un compilado de la banda finlandesa del Power Metal, Stratovarius. Fue lanzado el 5 de diciembre de 2014 por el sello discográfico Edel Music. Esta edición cuenta con tres discos, Elements, Pt. 1 y Elements, Pt. 2, editados originalmente en 2003, más un disco de bonus tracks, un DVD en 5.1 de audio y un casete.
La idea del material fue de "Jens Johansson" explica: "Yo había oído algunas pistas de éstos en algún momento y estaba completamente impresionados. Pero nunca fueron puestos en libertad. Así que finalmente, estas bastante maravillosas mezclas surround audiófilo 5.1 están disponibles".
Retratando los elementos aire, fuego, agua y tierra, los propios álbumes cuentan con un sonido progresivo prominente, que fluye sin esfuerzo. La música deja claro que la banda conformada por: Timo Kotipelto (voz), Timo Tolkki (guitarra), Jens Johansson (teclado), Jorg Michael (batería), Jari Kainulainen (bajo), no era una banda más de metal.

## Canciones[1]

### Elements Pt. 1
1. Eagleheart
2. Soul Of A Vagabond
3. Find Your Own Voice
4. Fantasia
5. Learning To Fly
6. Papillon
7. Stratofortress
8. Elements
9. A Drop In The Ocean

### Elements Pt. 2
1. Alpha & Omega
2. I Walk To My Own Song
3. I'm Still Alive
4. Season Of Faith's Perfection
5. Awaken The Giant
6. Know The Difference
7. Luminous
8. Dreamweaver
9. Liberty

### Bonus CD (Material Inédito y Raro)
1. Run Away
2. Into Deep Blue
3. Ride Like The Wind
4. Papillon (French Version)
5. Soul Of A Vagabond (Live)
6. Destiny/Fantasia (Live)
7. Father Time (Live)
8. Forever (Live)
9. Paradise (Live)
10. Black Diamond (Live)
11. Hunting High And Low (Live)

### Elements 5.1 DVD
1. Eagleheart
2. Soul Of A Vagabond
3. Find Your Own Voice
4. Fantasia
5. Learning To Fly
6. Papillon
7. Stratofortress
8. Elements
9. A Drop In The Ocean
10. Alpha & Omega
11. I Walk To My Own Song
12. I'm Still Alive
13. Season Of Faith's Perfection
14. Ride Like The Wind
15. Awaken The Giant
16. Know The Difference
17. Run Away
18. Luminous
19. Dreamweaver
20. Into Deep Blue
21. Liberty

### Bonus audio
1. Eagleheart (Demo)
2. Soul Of A Vagabond (Demo)
3. Find Your Own Voice (Demo)
4. Fantasia (Demo)
5. Learning To Fly (Demo)
6. Papillon (Demo)
7. Stratofortress (Demo)
8. Elements (Demo)
9. A Drop In The Ocean (Demo)
10. Freedom / Vapaus (Demo)
11. Season Of Faith's Perfection (Demo)
12. Alpha & Omega (Demo)
13. Soul Of A Vagabond (Drum Machine Predemo)
14. Dreamweaver (Keyboard Demo)
15. Run Away Aka Avalon (Drum Machine Predemo)
16. Soul Of A Vagabond (Orchestra Demo)
17. Photo Gallery

### Rough Demo
1. I'm Still Alive (Drum Machine Cassette Demo)
2. Awaken The Giant (Drum Machine Cassette Demo)
3. Stratofortress (Drum Machine Cassette Demo)
4. Heart Of An Eagle (Eagleheart) (Drum Machine Cassette Demo)
5. Season Of Faith's Perfection (Drum Machine Cassette Demo)
6. A Drop In The Ocean (Drum Machine Cassette Demo)

## Miembros
1. Timo Kotipelto - Voz
2. Jens Johansson - Teclados
3. Jari Kainulainen - Bajo
4. Timo Tolkki - Guitarra
5. Jorg Michael - Baterista

## Posiciones
| Año  | Lista   | País               | Posición |
| ---- | ------- | ------------------ | -------- |
| 2014 | Bélgica | Bandera de Bélgica | 161      |